# Lušci polje
Lušci polje je krško polje u Bosni i Hercegovini.
Nalazi se kod Sanskog Mosta u sjeverozapadnoj Bosni i leži na oko 380 metara nadmorske visine. Površina mu iznosi 22,7 km2 od čega je plavno 7,4 km2. Veći dio polja se koristi za ispašu stoke, a manji za uzgoj žitarica i povrća.
U polju je smješteno naselje Lušci Palanka.